# Magda Olivero
Magda Olivero (* 25. März 1910 in Saluzzo; † 8. September 2014 in Mailand) war eine italienische Opernsängerin (Sopran).

## Leben
Nach ihrem Studium am Konservatorium in Turin debütierte sie 1933 dort am Teatro Vittorio Emanuele als Lauretta in der Oper Gianni Schicchi von Giacomo Puccini. Sie trat am Teatro alla Scala in Mailand, am Teatro San Carlo in Neapel und am Teatro Verdi in Triest auf. 1938 wirkte sie für das italienische Plattenlabel Cetra in einer Gesamteinspielung der Oper Turandot von Puccini als Liù mit. Nach ihrer Heirat im Jahre 1941 gab sie ihre Karriere auf.
1951 erfüllte sie postum den Wunsch des Komponisten Francesco Cilea und übernahm die Titelpartie seiner Oper Adriana Lecouvreur. Der Erfolg dieser Aufführung bewog die Sängerin, nach zehnjähriger Pause ihre Karriere wieder aufzunehmen. Sie trat nun erneut am Teatro alla Scala auf, aber auch in London, Paris, Brüssel, Amsterdam, Buenos Aires, Dallas, in der Arena di Verona und an der Wiener Staatsoper.
1975 gab sie, inzwischen 65-jährig, ihr Debüt an der Metropolitan Opera New York in der Titelrolle von Puccinis Tosca. Sie setzte ihre Karriere bis ins hohe Alter fort und trat noch 1990 an der Oper in Jesi als Adriana Lecouvreur auf.